# Pim Meurs

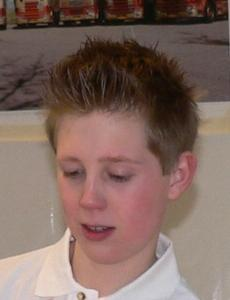
Pim Meurs in 2006

Pim Meurs (23 januari 1988) is een Nederlands dammer die speelt voor Damvereniging Denk en Zet Culemborg te Culemborg. Hij heeft vanaf 2008 zes keer deelgenomen aan het Nederlands kampioenschap met een tweede plaats in 2013 als beste resultaat. Hij werd Nederlands clubkampioen in 2005 en 2007 met Denk en Zet Culemborg en in 2010 met damvereniging Huissen. In 2012 keerde hij terug naar zijn oorspronkelijke vereniging Denk en Zet Culemborg.
Meurs behaalde het jeugdwereldkampioenschap 2006 in Hijken. Hij eindigde als 27e op het Europees kampioenschap 2006, als 24e op het EK 2008 en op de 3e plaats van het EK 2010 en het EK 2012. Bij het WK 2011 werd hij 10e (21 punten uit 19). Hij draagt de titels Internationaal grootmeester en nationaal grootmeester. 

## Nederlands kampioenschap
Meurs deed zeven keer mee aan het Nederlands kampioenschap.  Een tweede plaats in 2013 was zijn beste resultaat. De volledige resultaten van Pim tijdens het Nederlands kampioenschap:
- NK 2008 - zesde met 13 punten uit 13 wedstrijden.
- NK 2009 - derde plaats met 15 punten uit 13 wedstrijden.
- NK 2010 - gedeeld derde met 13 punten uit 11 wedstrijden.
- NK 2011 - derde plaats met 14 punten uit 11 wedstrijden.
- NK 2012 - derde plaats met 16 punten uit 13 wedstrijden.
- NK 2013 - tweede met 16 punten uit 11 wedstrijden.
- NK 2014 - vierde plaats met 13 punten uit 11 wedstrijden.